# Tầng Kasimov
| Hệ/ Kỷ                                 | Thống/ Thế   | Bậc/ Kỳ   | Tuổi (Ma) | Tuổi (Ma) |
| -------------------------------------- | ------------ | --------- | --------- | --------- |
| Permi                                  | Cisural      | Assel     | trẻ hơn   | trẻ hơn   |
| Carbon                                 | Pennsylvania | Gzhel     | 298.9     | 303.7     |
| Carbon                                 | Pennsylvania | Kasimov   | 303.7     | 307.0     |
| Carbon                                 | Pennsylvania | Moskva    | 307.0     | 315.2     |
| Carbon                                 | Pennsylvania | Bashkiria | 315.2     | 323.2     |
| Carbon                                 | Mississippi  | Serpukhov | 323.2     | 330.9     |
| Carbon                                 | Mississippi  | Visé      | 330.9     | 346.7     |
| Carbon                                 | Mississippi  | Tournai   | 346.7     | 358.9     |
| Devon                                  | Muộn         | Famenne   | già hơn   | già hơn   |
| Phân chia kỷ Carbon theo ICS năm 2017. |              |           |           |           |

Tầng Kasimov là tầng động vật thứ ba trong số bốn tầng của thế Pennsylvania trong kỷ Than Đá. Nó kéo dài từ khoảng 306,5±1,0 triệu năm trước (Ma) tới 303,9±0,9 Ma. Đứng trước nó là tầng Moskva và đứng sau nó là tầng Gzhel. Tên gọi của tầng này lấy theo tên thị trấn Kasimov trong tỉnh Ryazan của Nga.
GSSP chính thức của ICS vẫn chưa được quyết định. Mốc đánh dấu sự bắt đầu của tầng này vẫn chưa được quyết định nhưng một số nhà địa chất coi đó là gần với phần đáy khi xuất hiện loài trùng thoi Protriticites pseudomontiparus hay lần xuất hiện đầu tiên của chi lăng cúc thạch có danh pháp Parashumardites (họ Parashumarditida, bộ Goniatitida). Mốc đánh dấu sự kết thúc của tầng này vẫn chưa được quyết định nhưng một số nhà địa chất coi đó là thời điểm xuất hiện lần đầu tiên của các nhóm trùng thoi trong các chi Daixina, Jigulites và Rugosofusulina hoặc thời điểm xuất hiện lần đầu tiên của loài động vật răng nón với danh pháp Streptognathodus zethu.